# Fotovoltaická elektrárna Skalice u České Lípy
Fotovoltaická elektrárna Skalice u České Lípy je postavena na okraji obce a byla dokončena v září 2010. Má instalovaný výkon 2 MW. Vlastníkem je společnost Ammasso Stellare, SE z Prahy.

## Umístění
Panely skalické fotovoltaické elektrárny (též FVE Ammasso Stellare) jsou při severním okraji silnice ze Skalice u České Lípy na obec Slunečnou a přiléhají k železniční trati 080 z České Lípy na Jedlovou. Jedná se o katastr 747904 s řadou parcel.

## Technická data
Bylo instalovano 8 346 panelů typu 240-60M